# Ruslan Pidhornyj

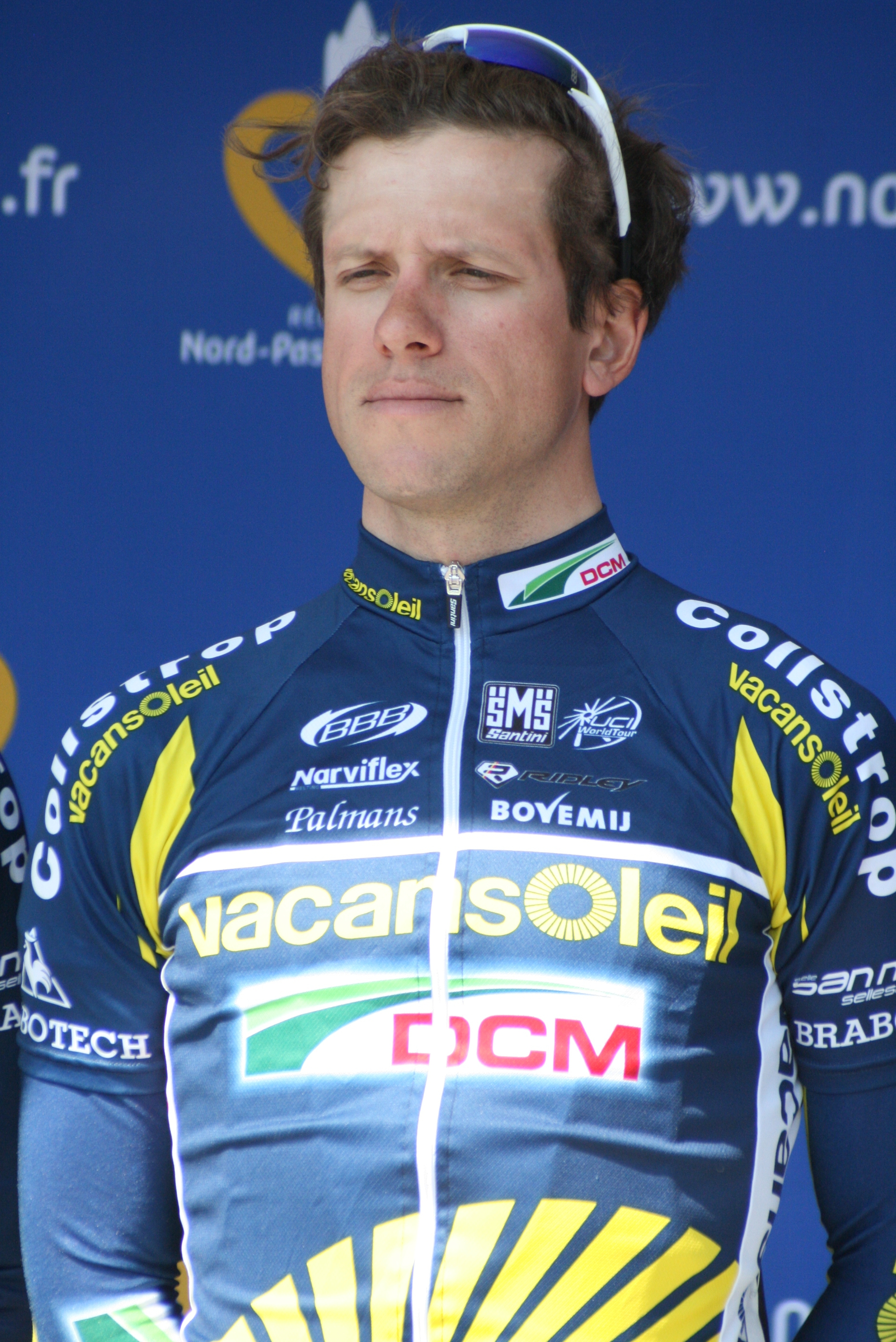
Ruslan Pidhornyj bei den Vier Tagen von Dünkirchen 2011

Ruslan Pidhornyj (ukrainisch Руслан Підгорний; * 25. Juli 1977 in Winnyzja) ist ein ehemaliger ukrainischer Radrennfahrer.
Der Zeitfahr- und Bergspezialist begann seine Profikarriere 2002 in der Mannschaft De Nardi, wechselte 2003 zu Elite 2a fascia und 2004 zum Team L.P.R.-Piacenza. In den Jahren 2005 bis 2007 fuhr er für das Professional Continental Team Tenax und wechselte zur Saison 2008 in das Team L.P.R.
2015 ist er Sportlicher Leiter beim Minsk Cycling Club.

## Erfolge

### Straße
1997
- Ukrainische Zeitfahr-Meisterschaft

2002
- Ukrainische Straßen-Meisterschaft

2004
- Giro del Medio Brenta

2006
- Trofeo Matteotti

2007
- eine Etappe Brixia Tour

2008
- Ukrainischer Straßenmeister
- eine Etappe Österreich-Rundfahrt

2010
- Mannschaftszeitfahren Brixia Tour

### Bahn
1998
- Weltmeister – Mannschaftsverfolgung (mit Oleksandr Symonenko, Oleksandr Fedenko und Serhij Matwjejew)

## Teams
- 2002 De Nardi-Pasta Montegrappa
- 2004 LPR-Piacenza (bis 27. Mai)
- 2005 Tenax
- 2006 Tenax Salmilano
- 2007 Tenax
- 2008 LPR Brakes-Ballan
- 2009 ISD
- 2010 ISD-Neri
- 2011 Vacansoleil-DCM